# Taosa scriptiventris
Taosa scriptiventris är en insektsart som först beskrevs av Walker 1858.  Taosa scriptiventris ingår i släktet Taosa och familjen Dictyopharidae. Inga underarter finns listade i Catalogue of Life.